# Västerbottens fjärde kontrakt
Västerbottens fjärde kontrakt var ett kontrakt inom Svenska kyrkan i Härnösands stift och Luleå stift. Det upphörde 31 december 1905.

## Administrativ historik
Ett första Västerbottens norra kontrakt som fanns till omkring 1800 omfattade ungefär Norrbottens län. När detta kontrakt upphörde bildades flera kontrakt, där detta kontrakt från 1828 omfattade
- Övertorneå församling
- Hietaniemi församling
- Korpilombolo församling bildad 1856
- Nedertorneå församling
- Pajala församling
- Muonionalusta församling bildad 1854
- Tärendö församling bildad 1882
- Karl Gustavs församling
- Jukkasjärvi församling
- Karesuando församling även benämnd Enontekis församling

1904 överfördes kontraktet från Härnösands stift till det då bildade Luleå stift
Vid upplösningen 1906 övergick församlingarna till Lappmarkens tredje kontrakt (Jukkasjärvi och Karesuando församlingar) och Norrbottens norra kontrakt (övriga församlingar) 